# Paladin Tuk
Paladin Tuk era un Hobbit de la Comarca, perteneciente a las obras del escritor británico J. R. R. Tolkien. Nacido en el año 2933 de la Tercera Edad, único hijo varón de Adalgrim Tuk. Tenía cuatro hermanas, tres hermanas mayores que no nos ha llegado ningún dato, y una menor, Esmeralda Tuk, madre de Meriadoc Brandigamo. Se casó con  Eglantina Ribera, con la que tuvo tres hijas y un hijo: Perla Tuk, Pimpinela Tuk, Pervinca Tuk y Peregrin Tuk.

## Historia
Con el nombre de Paladin II, se convirtió en el trigésimo primer Thain de La Comarca. Durante la Guerra del Anillo, Paladin considera a Lotho Sacovilla-Bolsón como una amenaza, y cuando éste envía a sus hombres, Paladin no se deja convencer por ellos, impidiéndoles que entren a sus tierras, llegó a matar a tres de ellos que entraron para robar y que se encontraban por la zona.
Paladin murió  en el año 14 de la Cuarta Edad y su hijo Peregrin le sucedió como el Thain de La Comarca como Peregrin I.